# 濱崎氏
濱崎氏（はまざきし）は薩摩国の豪商。江戸時代の薩摩藩において、島津家との繋がりにより莫大な財を築くが、明治43年(1910年)に断絶している。

## 家系
濵﨑家家系図によれば、濵﨑家の祖先は、國分村の鹿児島神宮の神官を務めた人物であった。
今からおよそ350年前、訳あって十二町の湊に転居したらしいものの、名前やそれ以前のことなどは不明。
第2代を杉兵衛（宝永5年(1708年)没）、第3代を新平（元文五年(1740年)没）、第4代を太兵衛（宝暦5年(1755年)没）といい、海運業の基礎を築いたといわれる。第3代新平の時代に、初めてヤマキの商号を掲げたと伝えられている。

## 九州一の富豪
太兵衛の嫡男、第5代の太左衛門は、海運業をさらに発展させ、寛政年間(1789年-1801年)には、日本の長者263名の中の一人に入り、九州一の富豪となった。
寛政10年(1798年)、保養のため第9代藩主島津斉宣が指宿村の長井温泉を訪れた際、太左衛門は、十二町の自宅内に「御座間」と称する貴賓室を新築し、島津家の別荘とした。
歴代藩主は、長井温泉や後に二月田温泉に保養に来た際には、必ず濵崎家のこの別荘に逗留したといわれる。濵崎家は、屋敷の西側の通りを「御本陣馬場」と呼び、死者の棺が通ったり、青年などが放歌したりすることが禁じていた。
太左衛門は、寛政10年(1798年)魚見岳南面の岩窟に私財を投じて風穴神社を創建した。
天保14年(1843年)に刊行された「三国名勝図会」にも「風穴祠 拾九町村、東方、魚見峯南面の下の岩窟にあり、天智帝田良浦に御着船ありて、風穴に至り、神楽を奏ぜられしといふ、十月中丑日、風祭の式あり寛政十年、石祠を建つ。」と記載されている。
太左衛門は、長井温泉に湯権現も創建した。天保2年(1831年)、島津家の別荘が長井温泉から二月田温泉に移った際、湯権現も一緒に遷座した。
また、湊地区にある稲荷神社の創建も太左衛門が行ったと伝えられている。現在、稲荷神社の境内には、第8代太平次の功績を称える頌徳碑が昭和7年(1932年)建立されている。

## 最盛期
濱崎家は第8代太平次の時代に最盛期を迎える。詳細については濱崎太平次を参照のこと。
調所広郷と親交を持ち、薩摩藩の参勤交代や、ミニエー銃購入、篤姫の結婚資金などを献金した。
藩内では、指宿のほかに、鹿児島市と甑島に、藩外では、琉球、長崎、大阪、函館に貿拠点を設け、ロシア、中国、インドネシア、キューバなどに生糸・樟脳・椎茸・陶磁器・フカヒレ・貝類、寒天などを輸出したといわれている。
文久3年(1863年)、太平次は大阪で客死した。享年50歳。孝明天皇が病床に侍医を遣わせたとされている。調所の死から15年後、斉彬の死から5年後のことであった。太平次が亡くなって5年後、明治維新が起こり、日本の近代化は薩長主導の下歩み始めた。
太平次死亡の知らせを聞いて、時の薩摩藩「国父」島津久光は『あゝ我が片腕を失った』と嘆いた。

## その後の濱崎氏・ヤマキ
太平次には一男一女がいたが、男子は24歳の時、父の死後３年目に鹿児島で病死して、太平次の弟の彌兵衛の長男が後を継いだ。しかしながら、次第に家運が衰えて、湊の潮は減ってもヤマキの金は減らないといわれた濱崎太平次家も、明治以後の時流に乗れないまま、明治43年に断絶した。
しかしながら、神戸川崎財閥の川崎正蔵は、嘉永4年(1851年)～文久3年(1863年)の間ヤマキで働いており、太平次も「その才能ただ者でない」と評しており、太平次の海運業の遺伝子は神戸川崎財閥に受け継がれたとも言える。